# Гюрлих, Йозеф Августин
Йозеф Августин Гюрлих (нем. Joseph Augustin Gürrlich; 1761, Мюнстерберг, Силезия — 27 июня 1817, Берлин) — немецкий композитор и контрабасист.
Учился в иезуитской школе, изучал теологию в Бреслау. С 1779 г. преподавал в католической школе в Берлине, с 1784 г. работал в одной из берлинских церквей органистом. В 1793 г. поступил контрабасистом в Королевскую капеллу, с 1800 г. начал дирижировать различными оперными постановками. С 1811 г. музыкальный руководитель берлинского Королевского театра. Автор одноактных опер «Инкогнито» (нем. Das Incognito; 1797) и «Ганс Макс Гисбрехт фон дер Гумпенбург, или Новый век рыцарства» (нем. Hans Max Giesbrecht von der Humpenburg, oder: Die neue Ritterzeit; 1815, либретто Августа фон Коцебу), а также церковной и театральной музыки, песен. Среди учеников Гюрлиха были, в частности, композитор Людвиг Бергер и юная пианистка Хелен Ризе.